# Ordu Balık
Ordu Balık (a varianty v jiných jazycích: Ordu Balykh, Ordu Balík, Ordu-Balıq, Ordu Baılıg, Ordu Balıgh, Ordu-balık) s významem „Město dvoru“ → „Hlavní město“, „Město armády“ → „Město hordy“, nebo Mu-balık také Kara Balgasun (a varianty: Karabalghasun, Kara-Balghasun, Kara-balgasun) v turkických jazycích znamená „Západní město“ → „Černé město“, nebo Královské hradiště Ujgurů (čínsky: 回鶻單于城 pchin-jinem huíhǔ dānyú chéng, obvyklou fonetikou: Chuej-chu tan-jü čcheng), bylo jedním z dvou hlavních měst první Ujgurské monarchie , postavené na místě bývalého Turkuckého říšského hlavního města. Vystavět ho dal Bajan Čör-kagan (747–759) roku 751 jako své sídelní město. Jeho ruiny jsou známé mongolsky jako Chara-balgas, Charabalghasun, Char Balga nebo Chara-cherem s významem „Černá zeď“. Leží 17 km severo-severovýchodně od pozdějšího hlavního města Mongolské říše - Karakorumu. Je součástí Světového dědictví UNESCO (Kulturní krajina - Orchonské údolí).

## Historické záznamy
Roku 821 navštívil Ordu Balık vyslanec perských Sámánovců, Tamim ibn Bahr. Po odchodu zanechal písemnou zprávu o městě. Ordu Balık opsal jako velké, bohaté zemědělské město, o rozloze minimálně 32 km2 , s okolními plně pěstitelskými vesnicemi, ležícími blízko u sebe. Město bylo zalidněno a hustě přeplněno, s tržištěmi a různými obchody. Také napsal, že mezi měšťany převládal manicheismus.
Prvním Evropanem jež navštívil zříceniny hlavního města Ujgurů, byl roku 1871 ruský cestovatel Paderin. Bylo mu řečeno, že Mongolové je nazývají buď Kara-Balghasun s významem „Západní město“ → „Černé město“, nebo Chara-cherem s významem „Černá zeď“. Ruiny paláce nebo chrámového komplexu, mezi něž patří 10 metrů vysoká zeď, 12 m tvrz a 14 m vysoký stup v samém centru, jasně ukazují, že Ordu Balık bylo zámožné a velké město. Zřícenina velkého množství chrámů a bytových domů se nachází na jihu, mimo centra města. Chánův obytný palác, který byl také obklopen hradbami ze všech stran, stál v severovýchodní části města, kde ruský archeolog Nikolaj Jadrincev (1889)  objevil zelený žulový pomník, se sochou draka posazeného na vrcholu, a nesoucí runový nápis oslavující kagany. Následovali ještě dvě expedice, a to Ugro-finské společnosti Helsingfors[ujasnit] roku 1890, a Ruské akademie věd roku 1891 pod vedením Friedricha Wilhelma Radloffa (1837-1918).

### Umístění
Příznivé mikroklima umožňující umístění města je ideální pro pastvu. Leží podél nejdůležitější východo-západní trasy přes Mongolsko. Ordu Balık se nachází na travnaté pláni zvané Talal-chajn-dala Tepe, na západním břehu řeky Orchon v Chotontském sumu (okres) v Archangajském ajmagu (provincie) v Mongolsku. Je vzdálen 16 km severovýchodně od vesnice Chotont, nebo 30 km severo-severozápadně od dnešního města Charchorin. Orchon se vynořuje z soutěsky v Changajských horách a teče na sever kde vtéká do Túl golu na jehož horním toku se nachází současné hlavní město Mongolska, Ulánbátar.

## Krátké dějiny
Orchonské údolí bylo centrem osídlení důležité politické a hospodářské činnosti dlouho před narozením Čingis-chána, který ho udělal známým širšímu světu.
Již v roce 742 se Ujgurské, Karlucké a Basmalské kmeny vzbouřili proti vládnoucímu Kutlukskému kaganátu (Modří Turci)  . Roku 744 Basmalové (5-Oguzové), pod vedením náčelníka známého jako Etimis-kagan , poté, co obsadili Ötüken  centrum Turkutů a zajali jejich krále Özmyše, úspěšně převzali jejich pozemky. Nicméně později, Ujgursko-karlucká koalice porazila Basmaly a zvolila si svého krále Kutluk Bilgä Kül-kagana z Jaglakarů , jednoho z devíti rodů kmene 9 Oguzů. Poté, Ujgurové založili své první skutečné království. Jeho zakladatelem byl Kutluk Bilgä Kül-kagan. Roku 747 byl následován svým synem Bajan Čör-kaganem, mocným vůdcem, který utlumil jiné Turecké kmeny a klany, konsolidoval monarchii a rozšířil svou vládu na severu až po Bajkal, na jiho-východě po Kan-su a na jiho-západě až po Indii. Roku 751 vzniklo na břehu řeky Orchon staro-nové hlavní město Ordu Balık. Bylo vystavěno na místě starého Ordu (hlavní město kočovníků → Turkutů).
Ordu Balık vzkvétalo až do roku 840 než byl kaganát rozvrácen a zničen Jenisejskými Kyrgyzy, který podnikli invazi do kaganátu o síle asi 100.000 jezdců. Jelikož se nezletilý vládce Dítě-tegin (Hosa-kagan) a jeho ministr Kürebir nezmohli na větší odpor a byli okamžitě popraveni, nastal zánik království a také města Ordu Balık, které bylo vypáleno a zničeno.